# Eihandgranate
La Eihandgranate 39 (traducido al español como, Granada de mano huevo), M39 o Granada Modelo 39 fue una granada de fragmentación alemana introducida en 1939 y producida hasta el final de la Segunda Guerra Mundial.

## Descripción

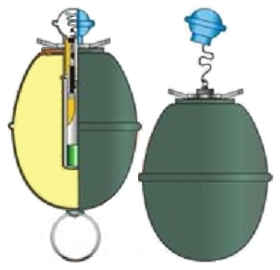
Diagrama de la Eihandgranate.

La Eihandgranate empleaba el mismo modelo de espoleta (la BZE 39) que la Modelo 43 Stielhandgranate ("Granada de mango"), que se atornillaba en la parte superior de la carcasa de chapa de acero estampada. 
Para activarla, se desenroscaba la tapa con forma de cúpula que iba unida a un cordón enrollado que se jalaba antes de lanzar. El color de la tapa indicaba el tiempo de combustión del tipo de espoleta instalada. Típicamente, se usó un retraso de alrededor de 4 segundos. También podría usarse en lugar de la tapa roscada del extremo inferior de las granadas de mango "Stielhandgranate". 
Si se iba a emplear como una trampa cazabobos fija, se le instalaba una espoleta instantánea o de 1 segundo. A veces, este modelo de granada se descartaba a simple vista para que el enemigo lo use, particularmente en el Frente del Este. Otro tipo de trampa consistía en atar con alambre una granada con espoleta instantánea al marco de un puerta en un edificio abandonado, con el cable de tracción conectado a la puerta. Cuando las tropas enemigas derribaban la puerta, la granada detonaba justo al lado del enemigo. 
La versión ofensiva (alto poder explosivo) de la granada usaba una pequeña carga de Donarit, que se consideraba extremadamente ineficaz en comparación con la carga explosiva de las granadas de mango estándar: se lanzarían grandes cantidades de estas granadas en un corto período de tiempo o de una vez para obtener el efecto deseado. 
La versión defensiva (granada de fragmentación) de la granada tenía una manga de fragmentación envuelta alrededor de su carcasa, que se convertiría en metralla de alta velocidad cuando la granada explotaba, dándole un mayor alcance y una mayor capacidad de daño al enemigo. 

### Tapa de espoleta: códigos de colores
- Rojo: 1 segundo de retraso (para granadas fumígenas de señales, pero también como trampa cazabobos)
- Azul: 4,5 segundos (modelo estándar), sin demora (trampa cazabobos)
- Amarillo - 7,5 segundos (usado en la Hafthohlladung 3 - granada magnética con carga hueca)
- Gris - 10 segundos